# Ланкійські таміли
Ланкійські таміли (там. இலங்கை தமிழர், також там. ஈழத் தமிழர்) або Цейлонські таміли, так само знані як Ілам таміли (самоназва) — це південна гілка тамільського народу на острові Шрі-Ланка. За даними антропологічних та археологічних досліджень історія ланкійських тамілів дуже довга і тісно пов'язана з історією Шрі-Ланки. Вони точно жили на острові в II-му столітті до н. е. Більшість сучасних ланкійських тамілів мають відношення до жителів королівства Джафна, яке існувало на півночі острова і вождівства Ваннімай на сході. Більшість живе в Північній і Східній провінціях, мала частина розсіяна по всій країні.
Попри культурні та мовні відмінності, генетичні дослідження показують, що ланкійські таміли тісно пов'язані з іншими етнічними групами на острові. Ланкійські таміли переважно сповідують індуїзм, однак є і значне християнське населенням. Ланкійська тамільська література, представлена переважно релігійними та науковими творами, процвітала за часів середньовіччя в королівстві Джафна. З початку громадянської війни в 1980-х роках тамільська література переносить увагу на теми пов'язані з конфліктом. Ланкійські тамільські діалекти відрізняють великою кількістю архаїзмів і збереженням слів, що не використовуються в повсякденному спілкуванні в Тамілнаді (тамільському штаті Індії).
Після того, як Шрі-Ланка здобула незалежність від Великої Британії в 1948 році, відносини між сингальською більшістю і тамільською меншістю були напруженими. Зростання етнічної та політичної напруженості, а також етнічні заворушення і погроми в 1956, 1958, 1977, 1981 і 1983 роках, призвели до формування і зміцнення воєнізованих груп, які виступають за незалежність тамілів. Спровокована цим громадянська війна призвела до загибелі понад 70 000 чоловік і зникнення тисяч інших.
Ланкійські таміли історично мігрували в пошуках роботи, зокрема, під час британського колоніального періоду. З початку громадянської війни в 1983 році більш ніж 800 тисяч тамілів покинули Шрі-Ланку, і багато з них емігрували в Індію, Канаду та Європу. Після закінчення громадянської війни в 2009 році, багато ланкійських тамілів знайшли притулок у Канаді і Австралії.

## Історія
Остаточного консесусу з приводу присутності тамільського народу на Шрі-Ланці, також відомого як Ілам в ранній тамільській літературі, до періоду Середньої Чоли (близько X століття) не досягнуто. Одна з теорій свідчить, що організованої присутності тамілів не було на Шрі-Ланці до вторгнення з Південної Індії в X-му столітті нашої ери, інша теорія стверджує, що таміли були одними з перших жителів острова. Теорії про наявність тамільського населення на Шрі-Ланці є ґрунтом для розвитку циклу етнічних конфліктів.

### Доісторичний період

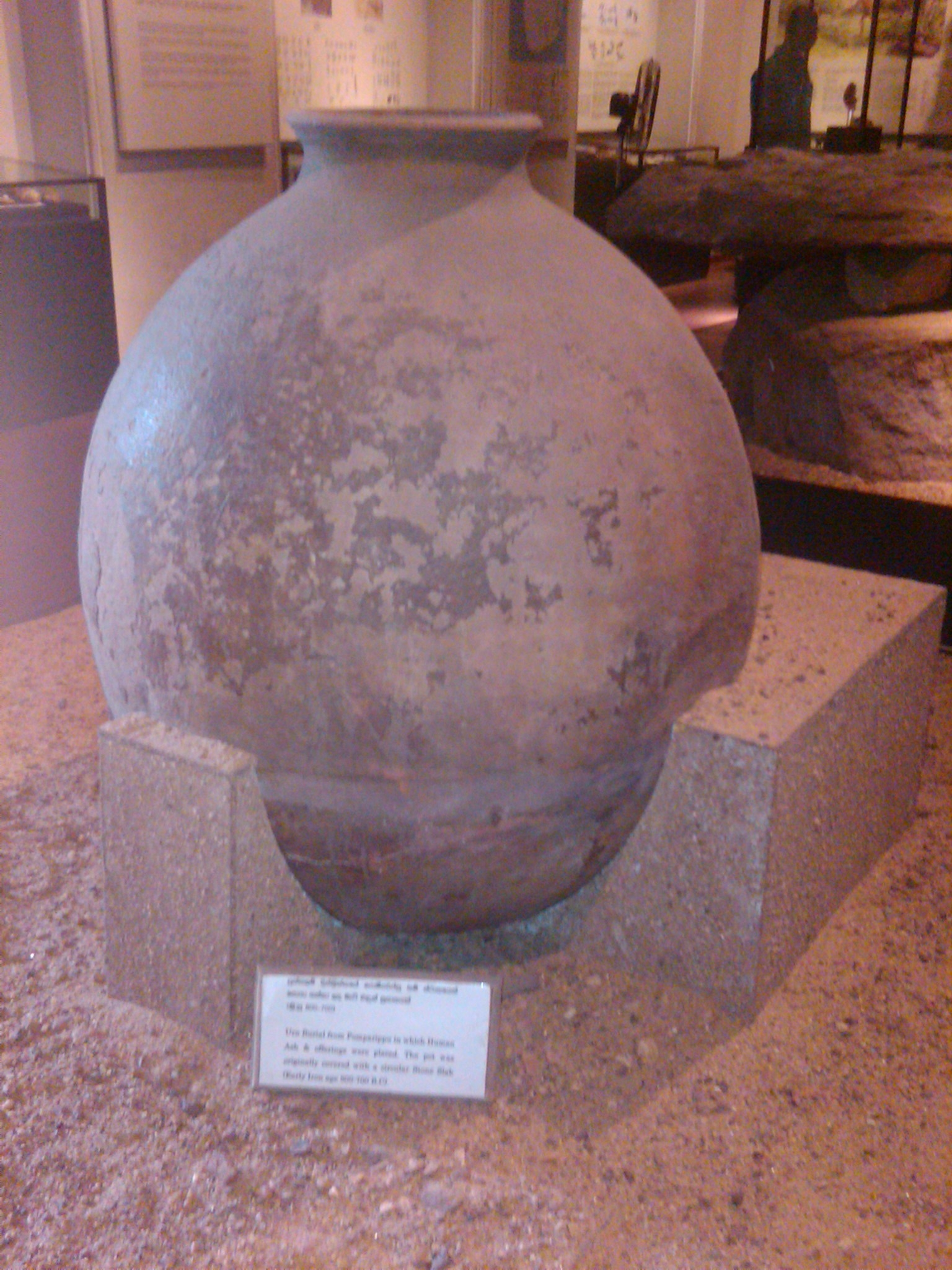
Мегалітична урна або банка для поховань знайдена в Помпаріппі (Північно-Західна провінція) датується від п'яти до двох століть до нашої ери. Схожі урни знайдені в Південній Індії і Декані, вони датуються тим же періодом.

Ведди, корінний народ острови, були тісно пов'язані з населенням Південної Індії і первісним населенням Південно-Східної Азії. Однак не представляється можливим з'ясувати на яких мовах вони говорили, бо мова ведда дуже сильно змінилася. Наги, корінні жителі острова були, скоріше всього, дравідійського походження і, ймовірно, говорили тамільською, вели схожий спосіб життя з дравідами заселявшими Мальдіви, Керала і Коромандельський берег, мали схожі вірування і культуру.
На думку К.Індрапала саме культурною дифузією, а не міграцією населення поширювалися пракріті і тамільська мова з півострова Індостан серед населення, що вже існувало на острові в епоху мезоліту, за сотні років до нашої ери. Були знайдені написи цього періоду тамільською мовою за допомогою тамільської брахми і тамільської пракриту.
Схожі за культурою поселення мешканців стародавньої Шрі-Ланки на поселення стародавнього Тамілнаду в Індії на острові були знайдені в мегалітичних поховань в Помпаріппу на західному узбережжі і в Катхіравелі на східному узбережжі. Ці об'єкти мають велику схожість з похованнями в ранній період династії Пандья, вони були створені між V-им століттям до н. е. і II-им століттям нашої ери. Знайдена археологами кераміка в  Кандородай (Кадірамалай) на північному узбережжі, датується 1300 роком до нашої ери, дуже схожа на кераміку  Арікамеду в південної Індії. Археологи також зазначають велику схожість в практиці поховання в Південній Індії і на Шрі-Ланці близько X-го століття до нашої ери. Однак, індійські фахівці датують свої знахідки XV-им століттям до нашої ери. На Шрі-Ланці були проведені радіометричні дослідження артефактів з Анурадхапура, що належать до культури чорної і червоної кераміки покритих символами, які не мають відношення до брахми. Вони були датовані X-им століттям до нашої ери. Останки вождя періоду ранньої залізної доби були розкопані в Анайкоддай (Джафна). Ім'я «Ко Вета» бул вирізане брахмою на табличці знайденій поряд зі скелетом, поховання датується III-століттям до нашої ери. Ко, означає «цар» тамільською мовою, що можна порівняти з такими іменами, як Ко Атан, Ко Путівіра і Ко Па-пумаан, наявними в сучасних тамільській брахми написах стародавньої південної Індії і стародавнього Єгипту.

### Історичний період

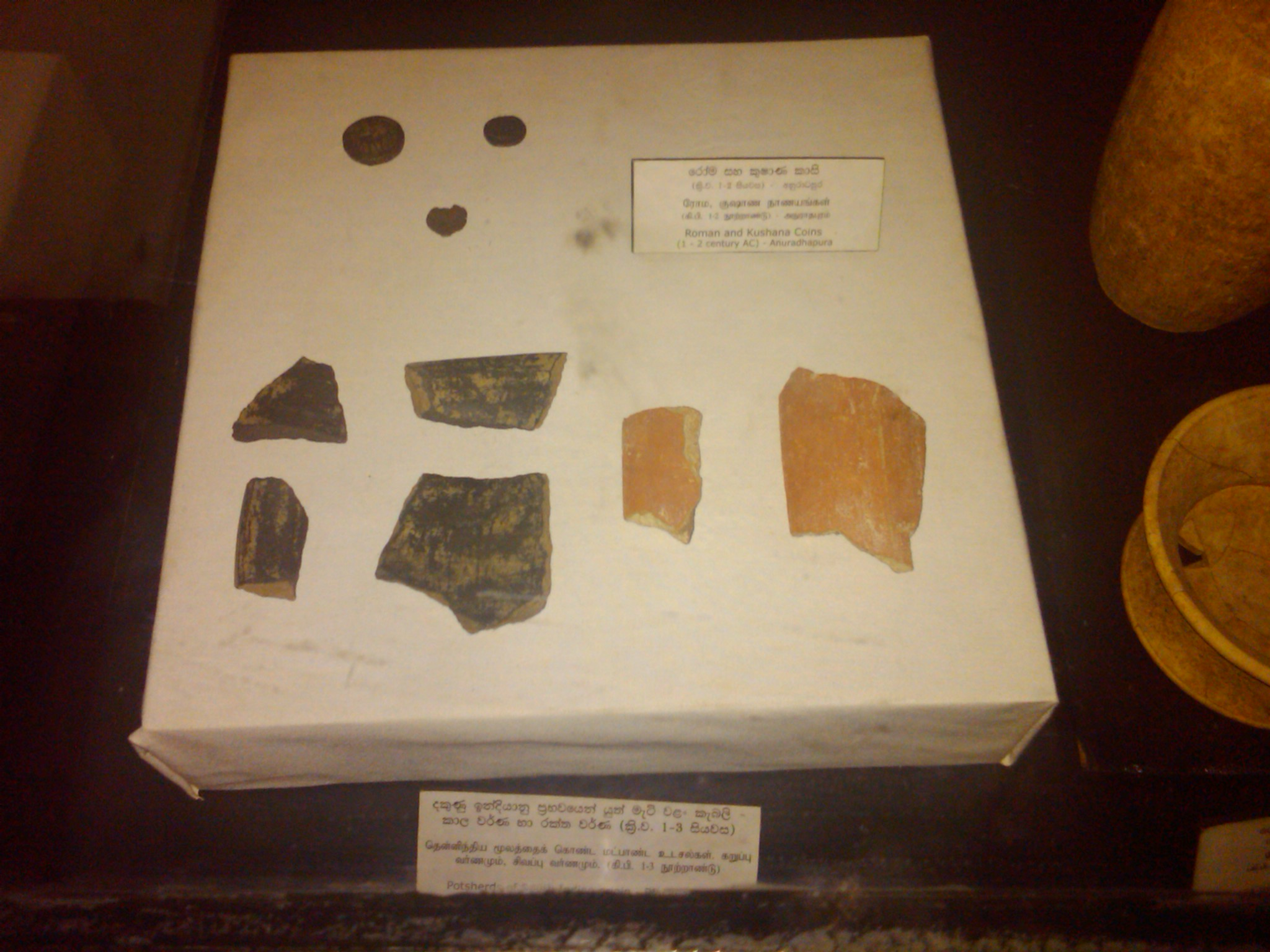
Черепки кераміки, що належить до південно-індійської культури чорної і червоної кераміки, знайдені на Шрі-Ланці та датуються I-им і II-им століттями нашої ери. Експонуються в Національному музеї Шрі-Ланки в Коломбо.

Черепки з написами на тамільській брахмі датовані II-им століттям до н. е., знайдені на півночі острова в Пунакарі (Джафна), були також знайдені на півдні в Тіссамахарама (написи тамільською брахмі з Тіссамахарама). На південній кераміці було нанесено декілька написів, в тому числі назву клану — «Вела», назва пов'язана з династією Велірів з Тамілакама (древнього тамільської царства).
Епіграфічні дані показують що люди, які називали себе «Дамелас» або «Дамедас» (написання пракритом тамільського слова) жили в місті Анурадхапура, столиці середнього царства Раджарата, і в інших районах Шрі-Ланки на початку 2-го столітті до н. е. В ході розкопок в районі Тіссамахарама на півдні Шрі-Ланки були знайдені місцеві монети, викарбувані між II-им століттям до н. е. і II-м століттям н. е., на деяких з яких були написані місцеві тамільські особисті імена за допомогою символів ранньої тамільської писемності, що дозволяет припускати, що місцеві тамільські купці брали активну участь в торгівлі на південному узбережжі острова наприкінці класичного періоду. Інші стародавні написи цього періоду говорять про тамільського купця, тамільського домовласника в Іллубхараті і тамільського матроса Карава. Два з п'яти стародавніх написів, які згадують дамедас (тамілів), знаходяться в Перія Пуллякулам в районі Вавунія, один знаходиться в Серувавіла в районі Тринкомалі, один знаходиться в Кудувіл в районі Ампара і один в місті Анурадхапура. У літературних джерелах згадується, що тамільські правителі завезли коней на острів у другому столітті до нашої ери за допомогою морських суден. Історичні документи встановлюють, що тамільські королівства, що існували на території сучасної Індії, були тісно залучені у справи острова приблизно з II-го століття до н. е. Кудірамалай, Кандародай і Валліпурам служили великою північною тамільською столицею і торговими центрами, які торгували з цими царствами і Римом з VI-го — II-го століття до нашої ери. Археологічні знахідки в цих містах і Манімекхалай, історична поема, досить точно характеризують Нака-Тіву на Нака-Наду на півострові Джафна як прибутковий міжнародний ринок для торгівлі перлами і раковинами для тамільських рибалок.
В історичній поемі Махавамса, розповідається про те як тамільські мандрівники на чолі з царем Елара вторглися на острів близько 145 року до н. е. Карікалан — король Ранньої імперії Чола, син Еламцетценни, використовував міць розвиненого військово-морського флоту Чола для підкорення Цейлону в першому столітті нашої ери. Серед тамілів в той час були популярні індуїстський шиваізм, тамільський буддизм, джайнізм і секуляризм, в той час була поширена віра в місцеві божества. Школа Амаравати стала впливовою в регіоні, коли династія Сатавахана народу телугу створила імперію Андхра та її 17-й монарх Хала (20-24 н. е.) одружився з принцесою з острова. Стародавні ванніяри оселилися в східній частині острова в перші століття нашої ери, розвиваючи цей регіон. Регіон Ванні процвітав. В VI-му столітті нашої ери були розвинені постійні прибережні човнові маршрути на південь від півострова Джафна до шиваітських релігійних центрів в Тринкомалі (Конесварам) і далі на південь до Баттікалоа (Тхірукковіл), було створено кілька невеликих тамільських торгових поселень в Муллайтіву на північному узбережжі.
Завоювавши острів і керуючи ним цар Нарасімха-варман I (630—668 н. е.) з династії Паллавів, як і його дід цар Сімхавішну (537—590 н. е.) був натхненником і керівником зведення і розвитку декількох ковилів (індуїстських храмів) по всьому острову, зокрема, на північному сході — тут паллавські дравідійські скельні храми сильно впливають на архітектуру регіону протягом кількох століть, бувши прикладом самого популярного архітектурного стилю. Кількість тамільських солдатів перевезених з південної Індії між VII-им і XI-им століттями досягло такої величини, що місцевим нетамільським царям і вождям довелося покладатися на них як військову силу. В VIII-му столітті тамільські села як єдине ціле називалися Демель-Кабалла (Demel-kaballa) (тамільський наділ), Демелат-валадемін (Demelat-valademin) (тамільські села) і Демель-гамм-бім (Demel-gam-bim) (тамільські села і землі).

### Середньовічний період

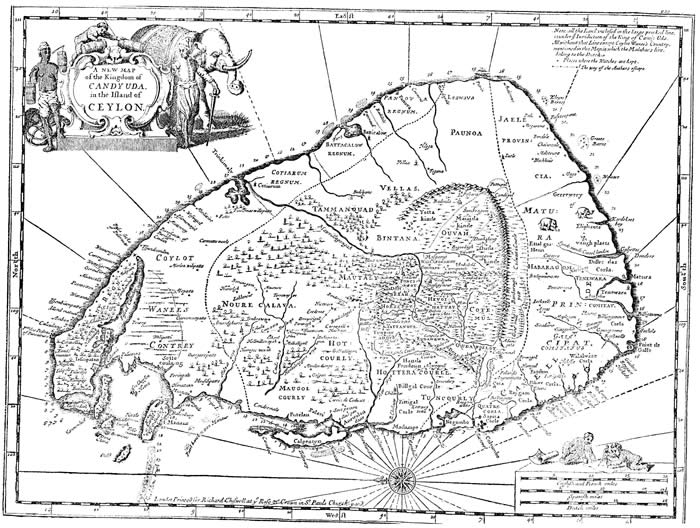
Країна Койлот (Coylot Wanees Country), країна (Malabar country) на північно-східному березі острова на карті 1681 року Роберта Нокса, опублікованій в його книзі.

У IX-ому і X-ому століттях, вторгнення на острів Пандья і Чола закінчилися анексією острова Чола, яка тривала до другої половини XI-го століття н. е. Раджараджа Чола I перейменований в північний престол Муммуді Чола мандали (Mummudi Chola Mandalam) після того як завоював північно-східну частину острова захищаючи тамільських купців від розграбування, ув'язнення і вбивства на острові протягом багатьох років. Завоювання Раджадхіраджа Чола I острова призвели до падіння чотирьох царів, один з яких, Мадавараджах, цар Джаффна, був з Раштракутів.
Ці династії створили кілька храмових комплексів (ковилів) для управління населенням земель, які були подаровані царською сім'єю храмам. В їх правління також не були забуті благодіяннями і духовенство інших конфесій. Недавні розкопки привели до відкриття вапнякового ковилу епохи Раджа Раджа Чола на острові Делфт (Neduntheevu або Delft) в Північній Джафні, де були знайдені монети Чола цього періоду. Зниження впливу Чола на Шрі-Ланці сприяло відновленню династії Полоннарува в XI-му столітті. У 1215 році, після вторгнення Пандья, домінуюча тамільська династія Арія Чавакараті створила незалежне царство Джафна на півострові Джафна і прилеглих землях. Розширення Арія Чавакараті на південь було зупинено Алагакконара, людиною, що народилася в сім'ї купця з Канчипурама (зараз індійський штат Тамілнад). Він був головним міністром сингальского короля Паракрамабаху V (1344—1359 рр). Віра Алакешвара, нащадок Алагакконара, потім сам став сингальським королем, але був повалений мінським адміралом Чжен Хе в 1409 році. Наступного року Чжен Хе спорудив тримовний камінь в Ґалле на півдні острова, китайською, перською та тамільською, де записано що він зробив для Будди, Аллаха і бога тамілів Тенаварай Найянара. Адмірал посилався на благословення божеств індуїстського храму на Перімпанаягам Тенаварам у справі створення світу без війн, заснованого на торгівлі.
 На карті Кантіно 1502 року на східному узбережжі острова зображені 3 тамільських міста: Муллайтіву, Тринкомалі і Панноа, жителі яких вирощували корицю та інші спеції, ловили рибу, збирали перли і поклонялися ідолам, торгуючи переважно з Кожікоде в штаті Керала. Династія Арія Чавакараті правила здебільшого на північному сходу Шрі-Ланки, поки португальці не завоювали Джафну в 1619 році. Прибережні райони острова були завойовані голландцями, а потім стали частиною Британської Імперії в 1796 році нашої ери.
Сингальский Нампота (Nampota), що датується сьогодні як написаний до XIV-го або XV-го століття, показує, що все тамільське царство, в тому числі частина сучасного округу Тринкомалі, була визнана як тамільський регіон під назвою Демала-паттанама  (Demala-pattanama) (тамільське місто). У цьому документі, безліч сіл, які нині[коли?] знаходяться в Джафні, Муллайтіву і Тринкомалі згадуються як частини Демала-паттанама.
Англійський моряк Роберт Нокс описав свою подорож в країну тамілів на острові в книзі An Historical Relation of the Island Ceylon, докладно розглядаючи деякі аспекти їх політики, сільського господарства та економіки і вказав деякі царства на мапі в 1681 році. Після прибуття європейських держав з XVII-го століття, окремі поселення тамілів були описані в районах їх проживання на північному сході острова.
Кастова структура більшості сингальского народу принесена індуїстськими переселенцями з Південної Індії, починаючи з XIII-го століття. Це призвело до появи трьох нових груп сингальських каст; Салагама, Дурава і Карава. Міграція індусів і асиміляція тривали до XVIII-го століття.

## Суспільство

### Таміломовні громади
На Шрі-Ланці існує 2 таміломовні групи: власне, ланкійські таміли і індійські таміли. Ланкійські таміли (також звані цейлонськими тамілами) є нащадками тамілів, що населяли царство Джафна і князівства східного узбережжя, звані Ваннімаї. Індійські таміли (або гірські таміли (англ. Hill Country Tamils)) є нащадками працівників чайних плантацій, яких насильно відправляли з Тамілнада на Цейлон в XIX столітті. Значну частину таміломовного населення Шрі-Ланки складають мусульмани, однак, на відміну від тамілів мусульман з Індії, вони не ідентифікують себе як етнічні таміли, і тому включаються як окрема етнічна група в офіційну статистику.
Більшість ланкійських тамілів проживають в північних і східних провінціях і в столиці Коломбо, а більшість індійських тамілів, проживають у центральних гірських районах. Історично склалося, що обидві групи бачили себе переважно як окремі громади, хоча з 1980-х років вони стали зближуватися під впливом громадянської війни. У 1949 році уряд Об'єднаної національної партії, до якого увійшли Д. Д. Поннамбалама, керівник Тамільського Конгресу, позбавив індійських тамілів громадянства. Це було опротестовано С.Д.В. Челванаякамом, лідером тамільської націоналістичної федеральної партії.
За умовами угоди, досягнутої між Шрі-Ланкою і індійським урядом в 1960 році близько сорока відсотків індійських тамілів отримали громадянство Шрі-Ланки, а більшість інших були репатрійовані в Індію. У 1990-ті роки більшість індійських тамілів отримали ланкійське громадянство.

### Регіональні групи
Ланкійські таміли розділені на три підгрупи за регіональною ознакою, діалектами і культурою: таміли Негомбо в західній частині острова, східні таміли в східній частині та північні таміли (Джафна) на півночі.

### Релігія

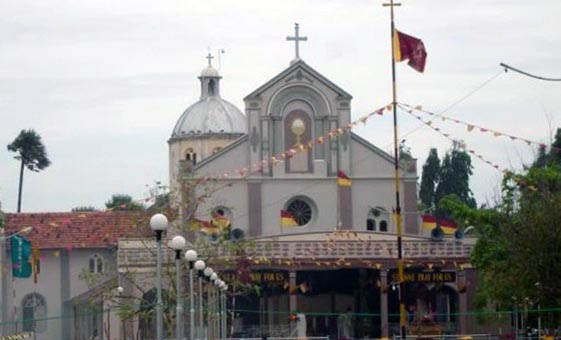
Церква Святої Анни, побудована в португальський період, найважливіша споруда в тамільському селі Ванкалай в окрузі Маннар.

У 1981 році близько вісімдесяти відсотків ланкійських тамілів сповідували індуїзм, переважно шиваізм. Решта переважно були католики, які з'явилися після португальського завоювання царства Джафна і прибережних областей Шрі-Ланки. Існує також невелике число протестантів, у зв'язку з місіонерськими зусиллями в XVIII-му столітті ряду організацій, таких як американська цейлонська місія. Більшість тамілів, що населяють Західну провінцію є католиками, в той час як в Північну і східну провінцію населяють переважно індуїсти. П'ятидесятники та інші церкви, такі як Свідки Єгови, активно набирають членів серед внутрішньо переміщених осіб і біженців.
Індуїстська еліта слідує релігійної ідеології шайва сіддханта (школа шайва), а масова практика народного індуїзму, відстоюючи свою віру в місцевих сільських божеств не знайшла відбиття в офіційних індуїстських писаннях. Місце поклоніння залежить від об'єкта поклоніння і його розташування. Це може бути індуїстський храм знаний як Койл, побудований у відповідності з агамаи (набір священних писань що регулюють храм культу). Частіше, однак, храм не завершений відповідно до Агами, але складається переважно з святилища місцевого божества. Ці храми дотримуються щоденних  Пуджа  (молитов), у яких беруть участь місцеві жителі. Обидва типи храмів обслуговуються місцевим жителем або священиком, званим куруккалами. Куруккал може належати до якого-небудь з відомих місцевих родів, таких як Пандара або Лайєр.
У Східній провінції куруккалом зазвичай є прихильник течії лінгаята. Інші храми не мають зображень своїх божеств. Святим символом може бути тризуб (Кулам), камінь або велике дерево. Храми цього типу широко поширені в північних і східних провінціях, типова село до 150 таких символів. Підношення робить старший представник родини, який є власниками місця. Лампада на кокосовій олії запалюється по п'ятницях, так само підносять спеціальну рисову страву, звану Понгал , що готовится або на день який вважається сприятливим в сім'ї або на Тай Понгал, і, можливо, на Тамільський Новий рік.
Поклоняються, переважно, семи божествам: Аянар, Аннамарі, Вайравар, Калі, Піллайяр, Мурукан і Паттіні. У Села більше храмів присвячених Піллайяру, про які піклуються місцеві фермери. Тамільські католики разом з представниками інших конфесій моляться в церкві Мадху. Є кілька історично важливих індуїстських храмів, таких як Кітісварам, Конесварам, Нагулесварам, Муннесварам, Кандасвамі. Храм Катарагама і Адамів пік є об'єднуючими для всіх релігійних конфесій.

### Мова
Тамільські діалекти розрізняються за фонологічними змінам і звуковими зрушеннями в їх еволюції від класичної або старої тамільської (III-е століття до н. е.-VII-е століття н. е.). Ланкійські тамільські діалекти утворюють групу, яка відрізняється від тамільських діалектів сучасних індійських штатів Тамілнад і Керала. До групи діалектів ланкійських тамілів входять тамільська Джафни, тамільська Баттікалоа, і діалект тамілів Негомбо. Цими діалектами крім тамілів користуються також сингали, ларакалла і ведди. Ланкійські тамільські діалекти включають багато запозичених слів з сингальскої.

### Освіта
Суспільство ланкійських тамілів цінує вищу освіту і можливості, які дає її отримання. Царі династії Аріячакраварті були покровителями літератури та освіти. Храмові школи і традиційні класи гурукулам на верандах (по-тамільські: Тіннай Паллікудам) давали базову релігійну освіту, мови: тамільська та санскрит, вивчалися пізніше. Після завоювання Джафни у 1619 році португальці стали культивувати освіту західного зразка. Єзуїти відкрили школи та семінарії, проте, голландці, захопивши контроль над таміломовними регіонами острова, закрили їх, відкривши свої церковні школи, які були вже не католицькими, а кальвіністськими.

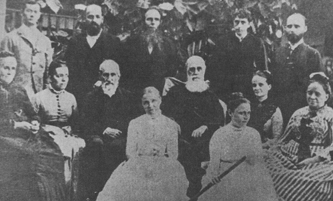
Група місіонерів американської цейлонської місії в Джафні (близько 1890)

Головним поштовхом для подальшого розвитку освіти в регіоні стало заснування американської цейлонської місії в Джафні, яка розпочала свою роботу в 1813 році, коли там з'явилися місіонери під егідою американської ради комісій закордонних місій. Головним періодом впливу місіонерів були роки з 1820-х до початку XX століття. За цей час вони перевели на тамільську велику кількість англійських текстів, займалися виданням книг, створили ряд початкових і середніх шкіл, шкіл-коледжів, надавали медичні послуги жителям півострова Джафна. Американська діяльність в Джафні викликала також і непередбачені наслідки. Розвиток протестантських місіонерських шкіл у Джафні породило рух серед місцевих індусів на чолі з Арумука Наваларом, які створили ряд власних релігійних шкіл на півострові Джафна. Місцеві католики також почали відкривати свої власні школи, держава теж відкривала власні початкові і середніх школи. У результаті всіх цих змін значно зросла грамотність населення Таміла. Це спонукало британський колоніальний уряд використовувати тамілів як державних службовців в британських колоніях: на Цейлоні, в Індії, Малайї та Сінгапурі.
До того часу, коли в 1948 році Шрі-Ланка стала незалежною, близько шістдесяти відсотків державних посад займали таміли, які склали майже п'ятнадцять відсотків населення. Обрані лідери вже незалежного Цейлону побачили в цьому британську хитрість для контролю за сингальською більшістю, і стали проводити заходи щодо корекції даної ситуації, знані як політика стандартизації, яка реалізовувалася у вже напруженому суспільстві і вважається однією з головних причин громадянської війни. 

### Кухня

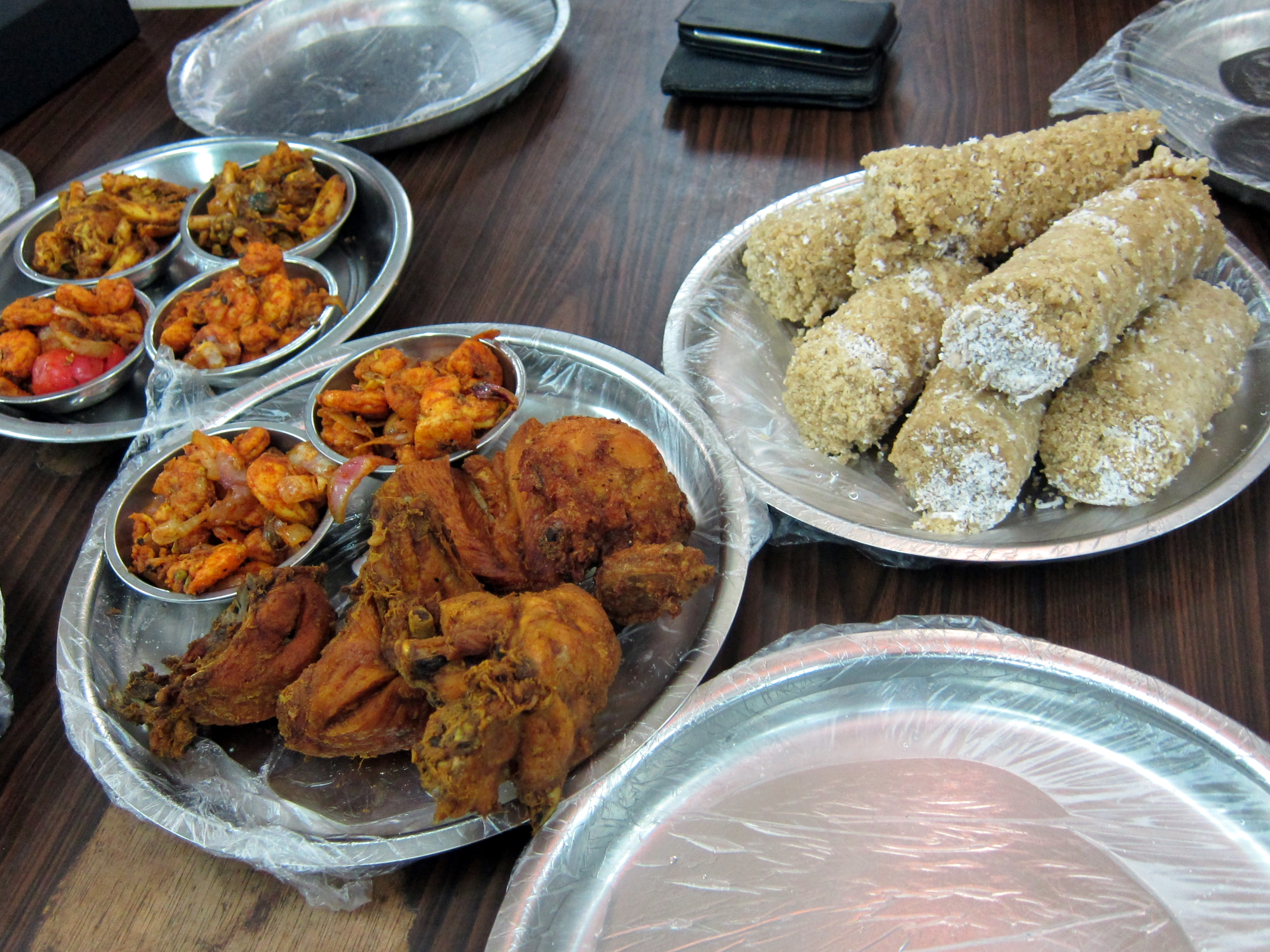
Путту з морепродуктами в магазині в Джафні.

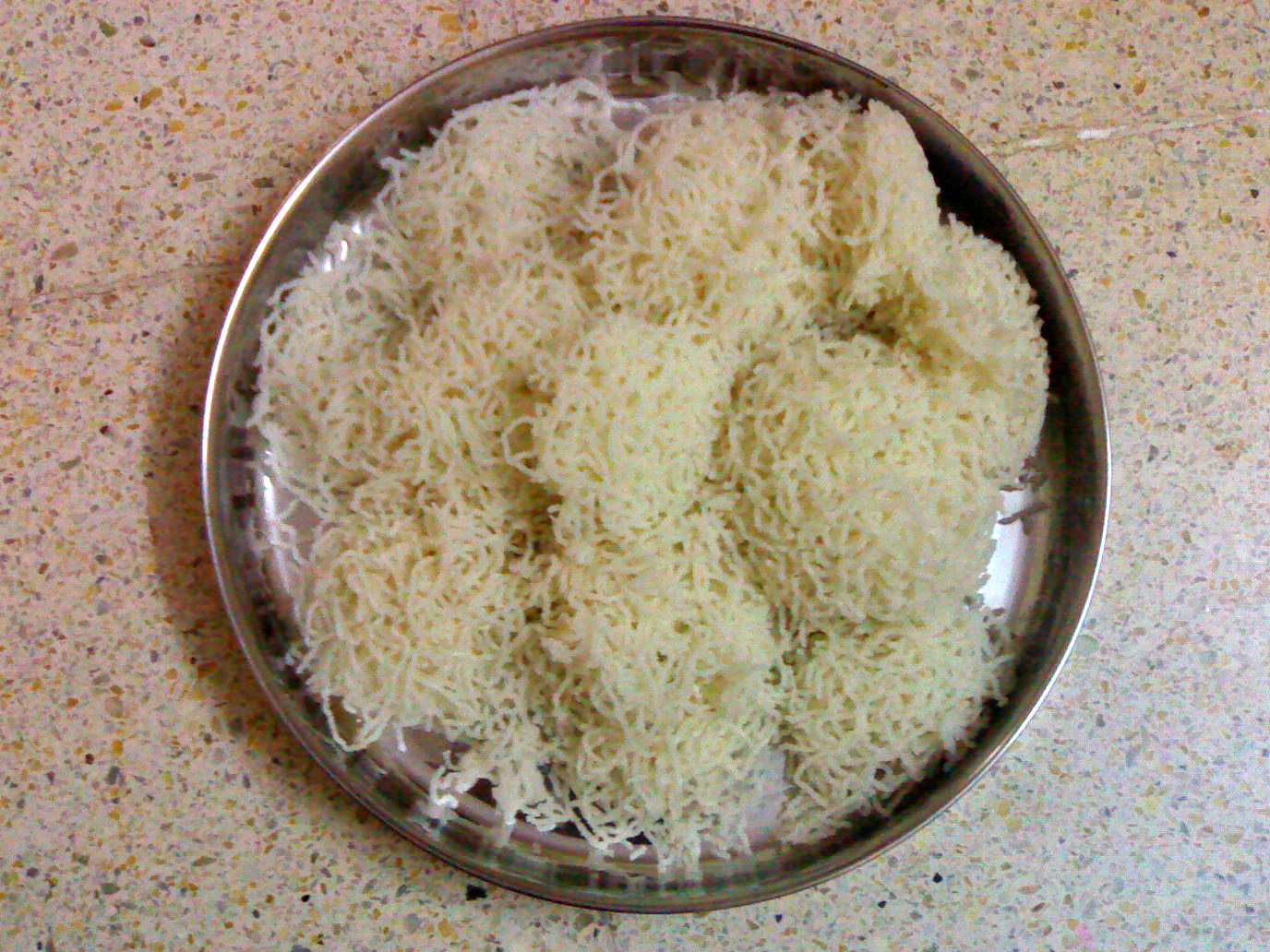
Хоппере, відомі серед тамілів як Ідійяппам, популярна страва для сніданку та вечері

Кухня ланкійських тамілів схожа на традиційну індійську, проте на неї вплинули колонізатори та іноземні торговці. Основним щоденним раціоном є рис, який так само є основною частиною святкових страв, і каррі, яке є улюбленою стравою обідів і вечер. Причому каррі для ланкійців це не одна страва, а великий список з різними інгредієнтами: рибою, м'ясом, птицею, морепродуктами, бобовими, аж до фруктів. Головний компонент — порошок каррі, що є сумішшю приправ, в який обов'язково входить чорних перець, коріандр, пекучий перець чилі, насіння гірчиці, кмин, кориця, куркума, імбир, часник, а також листя вічнозеленого чагарнику каррі. На рисі і каррі заснована велика частина кухні ланкійських тамілів, що відрізняють її від кухні індійських тамілів, з регіональними відмінностями між північними і східними районами острова. Ланкійці зазвичай підсмажують каррі на сковорідці, що істотно відрізняє його від індійського каррі, причому за гостротою острівні страви також поступаються.
Хоппере, які зроблені з рисового борошна і виглядають як нитяна вермішель, акуратно викладена в рулони близько 12 см в діаметрі, часто в поєднанні з томатним супом соті і каррі — це найзвичайніший сніданок або вечеря. Інша поширена страва — путту або пітту, це зернистий, сухий, але м'який приготований на пару рис з додаванням кокосової стружки, який готують в бамбукових циліндрах з основою, затягнутою тканиною, так що бамбукова посудина може бути встановлена вертикально на глиняний горщик з киплячою водою. Путту урізноманітнюють додаванням раги, шпинату і тапіоки. Є також солодкі і солоні путту. Ще одною популярною стравою для сніданку або вечері є аппам, тонкі млинці з рисового борошна з м'якої серединою і жорсткими хрусткими краями. Є варіанти, коли в середину додають яйця або молоко.
На півострові Джафна завжди був достаток морепродуктів, таких як краби, акули, інші риба, креветки і кальмари. М'ясні страви, такі як баранина, курка, свинина і яловичина так само займають свою нішу в раціоні. Рослинні компоненти каррі найчастіше беруться з домашнього саду, це гарбуз, ямс, плоди джекфрута, квіти гібіскуса і різна зелень. Кокосове молоко і порошок пекучого перцю чилі — також часті інгредієнти домашнього каррі. Закуски зазвичай складаються з ачарів  (індійських маринадів) і вадахамів. Закуски та солодощі, як правило, домашнього «сільського» виробництва, різноманітність яких, спирається на джаггері (неочищений цукровий очерет), насіння кунжута, кокосові горіхи і кунжутну олію, саме вони надають різноманітність кухні різних регіонів. Найпопулярнішим алкогольним напоєм в сільській місцевості є пальмове вино, із соку пальм. Закуски, саворі, цукерки та каші, вироблені з пальміри, утворюють окрему, але унікальну категорію продуктів, від віялового листя до коренів, пальмірова пальма є невіддільною частиною життя і кухні північного регіону.

## Політика
Цейлон став незалежним у 1948 році. З моменту здобуття незалежності, політичні відносини між сингальською і тамільською громадами були напруженими. Шрі-Ланка виявилася не в змозі стримати вал етнічного насильства, що призвело до ескалації тероризму від одиничних випадків до масових і, нарешті, до громадянської війни.  Громадянська війна на Шрі-Ланці мала кілька причин: сучасна етнічна картина острова перемішувалась і доповнювалася з колоніального періоду, словесні війни за приналежність місць археологічних розкопок і етимології топонімів і політичне використання національного минулого.  Громадянська війна призвела до загибелі понад 70 тисяч чоловік  і, відповідно до інформації організацій із захисту прав людини таких, як Хьюман Райтс Вотч, викрадення тисяч інших (див. Викрадення на Шрі-Ланці).    З 1983 року на Шрі-Ланка біженцями стали більш ніж мільйон осіб, вісімдесят відсотків з яких були ланкійськими тамілами. 

### До незалежності

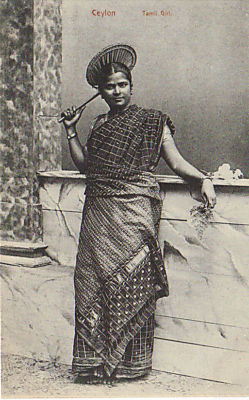
Ланкійська тамільська дівчина на поштовій картці 1910

Поява великої кількості протестантських місіонерів після 1814 послужило основним поштовхом у розвитку політичної самосвідомості ланкійських тамілів. Діяльність місіонерів американської ради комісій закордонних місій, методистської і англіканської церков призвело до відродження серед індуїстських тамілів, які створили свої власні соціальні групи, побудували свої власні школи і храми, стали публікувати власну літературу з протидії місіонерської діяльності. Успіх цієї роботи привів до нового зростання самосвідомості тамілів, спонукаючи їх думати про себе як про єдине співтовариство, і це підготувало ґрунт для розквіту їхньої культури, релігії, мови і суспільства в середині XIX-го століття.
Великої Британія, яка завоювала весь острів до 1815 року, створила законодавчу раду в 1833 році шляхом об'єднання тамільського і сингальского товариств і віддавши три місця європейцям і по одному місцю для сингалів, ланкійських тамілів і бюргерів. Основна функція цієї ради полягала в винесенні рекомендацій губернатору острова, і місця, в кінцевому підсумку, в раді перетворилися на виборні посади. З введенням консультативної ради комісії Донугхмора в 1931 році і комісії Соулбері в 1947 році, основна суперечка між елітами сингалів і тамілів була з питання про подання в ньому, а не в складі уряду. Питання про поділ влади був використаний націоналістами обох громад для ескалації міжетнічного суперництва, яке продовжує набирати обертів і сьогодні . Спочатку напруженість у відносинах між сингалами і тамилами практично не проглядалася, коли в 1913 році таміл Поннамбалама Аруначале був призначений представником сингальского, а також з'явилися таміли в національній законодавчій раді. Британський губернатор Вільям Меннінг, який був призначений в 1918 році, проте, активно заохочував поняття «суспільне уявлення». Згодом, комісія Донугхмора в 1931 році відхилила подання громад і ввела загальне виборче право. Це рішення викликало опір з боку тамільського політичного керівництва, зрозумівши, що вони тепер будуть мати меншість у парламенті відповідно до їх часток від загальної чисельності населення. 1944 року Дж.Дж. Поннамбалама, лідер тамільської громади, запропонував комісії Соулбері, щоб у парламенті незалежного Цейлону було приблизно рівне число місць для тамілів і сингалів, однак пропозиція була відхилена. Стаття 29 пункт 2 складеної комісією конституції забезпечувала захист національних меншин шляхом встановлення у дві третини рівня голів для прийняття рішення в парламенті, така схема надавала малим етнічним групам більшу вагу.

### Після незалежності

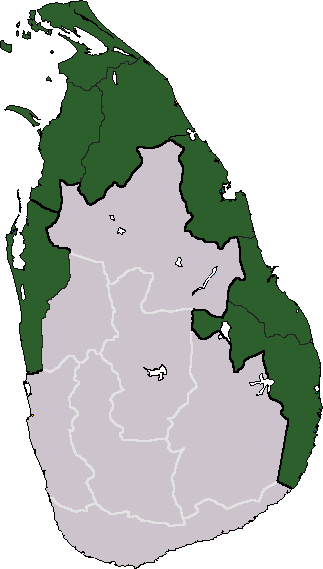
Територіальні претензії Таміл-Іламу різних тамільських груп

Після здобуття незалежності в 1948 році, Дж. Дж. Поннамбалама і його Тамільський конгрес приєдналися до помірної орієнтованої на Захід Об'єднаної національної партії Д. С. Сенанаяке. Цейлонський закон про громадянство 1948 року, відмовивши у наданні громадянства ланкійцям індійського походження, розділив Тамільський конгрес. С.Дж. В. Челванаякам, лідер відколовшоїся Федеральної партії (ФП), оспорював цей закон в Верховному суді, а потім в Таємної раді в Англії, але не зміг скасувати його. Федеральна партія в кінцевому рахунку стала домінуючою серед тамільських політичних партій. у відповідь на акт «Тільки сингальский» в 1956 році, який зробив сингальську єдиною офіційною мовою, депутати ФП влаштували ненасильницьку сидячий страйк (сатьяграха), але були жорстоко розігнані. Федеральну партію звинуватили в не великих погромах в травні-червні 1958, які проводили таміли, після яких партію ненадовго заборонили, в ході погромів багато було вбито і тисячі були змушені покинути свої будинки. Ще один конфлікт між громадами викликала підтримувана державою схема переселення в Східній провінції, яка традиційно вважається тамільськими націоналістами своєю батьківщиною, в результаті якої демографічний баланс суттєво зрушився на користь сингалів. Саме це послужило основною причиною етнічних заворушень.
У 1972 році в нову конституцію не включили пункт 2 статті 29 конституції Соулбері 1947 року, який був розроблений для захисту інтересів національних меншин. Крім того в 1973 році урядом Шрі-Ланки була реалізована політика стандартизації, імовірно, щоб виправити нерівність при вступі до університетів, створену в часи британського колоніального панування. Отримані переваги, якими стали користуватися студенти- сингали, також означали значне зниження числа учнів тамілів.
Незабаром після цього, в 1973 році Федеральної партія вирішила вимагати окремої держави Тамілів. 1975 року вони об'єдналися з іншими тамільськими політичними партіями, щоб створити Тамільська об'єднаний визвольний фронт (ТООФ — TULF). Після першої національної конвенції ТООФ в 1976 році, цейлонські таміли стали сповідувати ніціоналізм, тобто вони вже не хотіли жити в єдиноій з сингалами державі. Челванаякам і його Федеральна партія до 1973 року вважали поділ країни «самогубством». У цей момент, однак, багато політичних лідерів обернулися до тамільською націоналізму. До 1977 року більшість тамілів, здавалося, підтримують рух за незалежність, обравши переважною більшістю ТООФ. Після виборів пройшли масові заворушення 1977, в яких близько 300 тамілів були вбиті. Наступний пік насильства був в 1981 році, коли організований натовп сингалів шаленів ночами з 31 травня по 2 червня, було скоєно спалення громадської бібліотеки Джафни, у той час однієї з найбільших бібліотек в Азії, що містить понад 97 000 книг і рукописів.

### Збройне протистояння

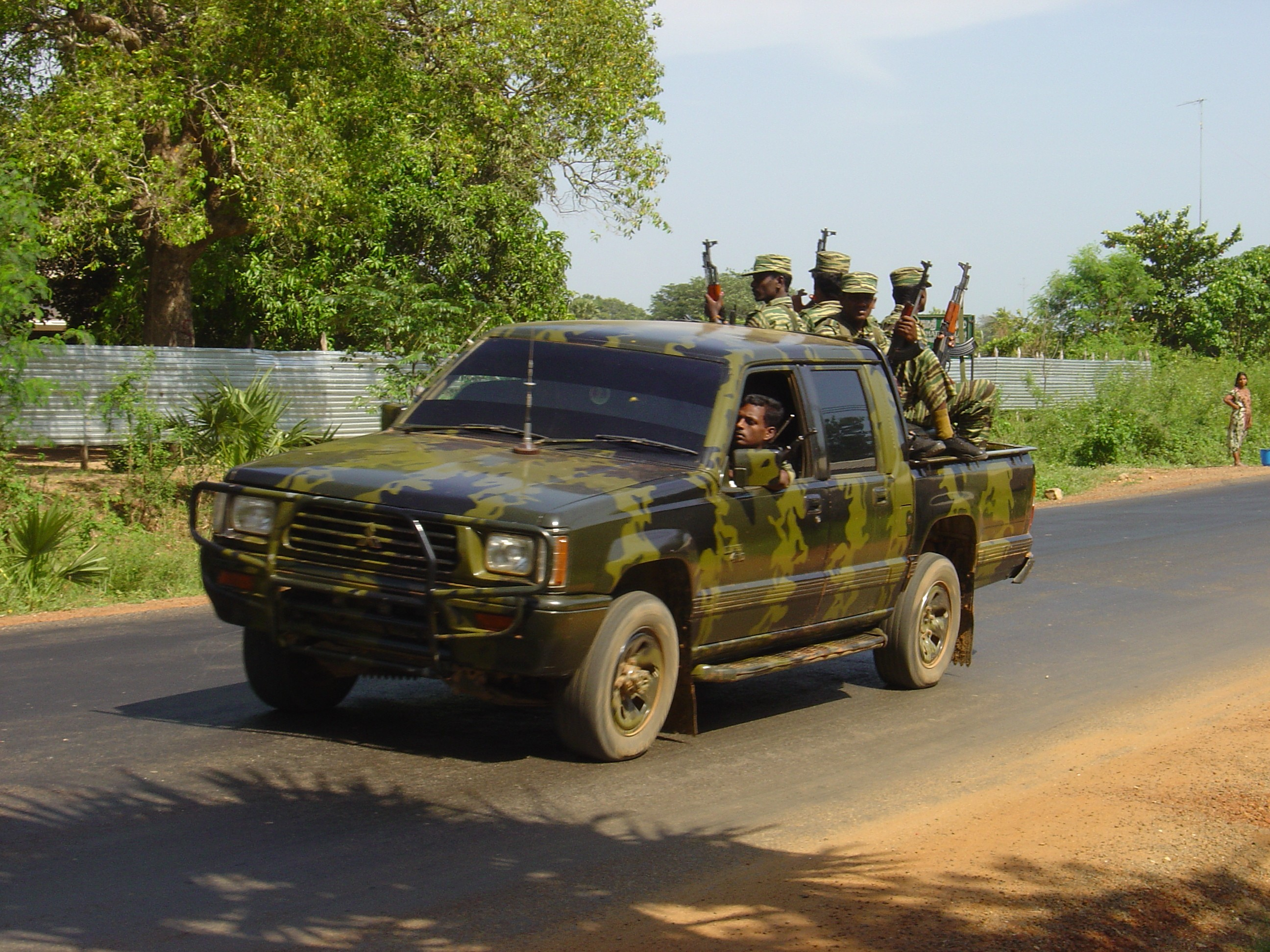
Тамільські повстанці в пікапі в Кіліноччі в 2004 році

З 1948 року уряд, змінюючи один одного, проводили таку політику, результатом якої було надання допомоги громаді сингалів в таких галузях, як освіта і зайнятість населення.  Ці заходи утруднювали тамільській молоді середнього класу вступ до університету або знижували гарантії збереження робочих місць.   Це молоде покоління, часто зване іншими тамілами «хлопчики» (по-тамільські: потія), стало основою багатьох бойових організацій.  Для сил бойовиків дуже важливі були події Чорного липня, в ході яких були вбиті від 1000  до 3000  ланкійських тамілів, що спонукало багатьох молодих людей стати на шлях збройного опору.   
До кінця 1987 бойові групи молоді воювали не тільки з силами безпеки Шрі-Ланки і індійськими силами з підтримки миру, але й одна з одною, з Тиграми визволення Таміл Іламу (ТВТІ), що врешті-решт призвело до зникнення більшості з них. Крім ТВТІ, багато з решти організацій перетворюються на політичні партії в складі Тамільського національного альянсу або автономні політичні партії. Деякі з них також діють як воєнізовані групи у складі державних військ. 
Групи із захисту прав людини, таких як Міжнародна амністія і Хьюман Райтс Вотч, а також Державний департамент США  і Європейський союз,  висловили заклопотаність станом прав людини на Шрі-Ланці, як уряд Шрі-Ланки, так і повстанці ТВТІ були звинувачені в порушенні прав людини. Попри те, Міжнародна амністія в 2003 році виявила значне поліпшення ситуації з правами людини, що стало можливим в зв'язку з припиненням вогню і мирними переговорами між урядом і ТВТІ,  в 2007 році вони ж повідомили про ескалацію політичних вбивств, вербування дітей, викрадення і збройні зіткненнях, які створили атмосферу страху на півночі і сході країни. 

### Кінець громадянської війни
У серпні 2009 року громадянська війна закінчилася повною перемогою урядових військ. Під час останньої фази війни було вбито багато цивільних осіб і озброєних заколотників тамільського походження. За підрахунками уряду загинуло понад 22 000 членів ТВТІ.  Кількість жертв серед мирного населення, за різними оцінками, варіюється від 6500  досягає 40 000.  Це на додаток до 70 тисяч ланкійців убитих до початку останнього етапу громадянської війни.  Понад 300 000 внутрішньо переміщених цивільних осіб тамільського походження тримали в спеціальних таборах і зрештою відпустили. З 2011 року ще кілька тисяч учасників ТВТІ знаходяться в державних в'язницях в очікуванні вироку. .
Єпископ Маннарі (місто на північному заході острова), Джозеф Райяппу, каже, що 146 679 чоловік пропало між жовтнем 2008 року і кінцем громадянської війни.  Проте уряд Шрі-Ланки не хоче звільнити жертв війни. Під час зустрічі УВКБ в Женеві в березні 2012 року американський рух проти уряду Шрі-Ланки почав процес примирення.

## Міграція

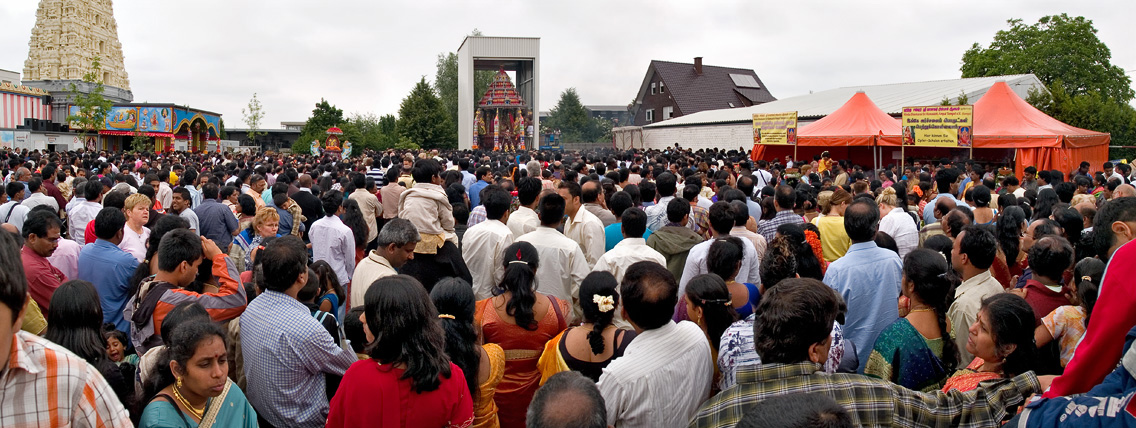
Храм Шрі Камадчі Ампа в місті Гамм, Німеччина, побудований переважно на кошти ланкійських тамільських експатріантів

Найпершими з таміломовних ланкійців що вирушили в чужі краї були купці з гільдії Теніланкай Валансіяр (Tenilankai Valanciyar) (Валансіяр з півдня Ланки). Їх письмові сліди в Південній Індії датуються XIII століттям.  Наприкінці XIX-го століття, освідченні таміли з півострова Джаффна мігрували в британські колонії Малайя (континентальна Малайзія і Сінгапур) і Індію, щоб допомогти колоніальній бюрократії. Вони працювали практично у всіх галузях державного управління, а також на плантаціях і в промисловості. Відомий малайзієць Ананда Крішнан,  включений в список мільярдерів Forbes і колишній міністр закордонних справ і заступник прем'єр-міністра Сінгапура, Раджаратнам Сіннатамбі, походять від ланкійських тамілів.  К.В. Тамотарампіллай, відродивший індійську тамільську мову, народився на півострові Джафна. 

### Після громадянської війни

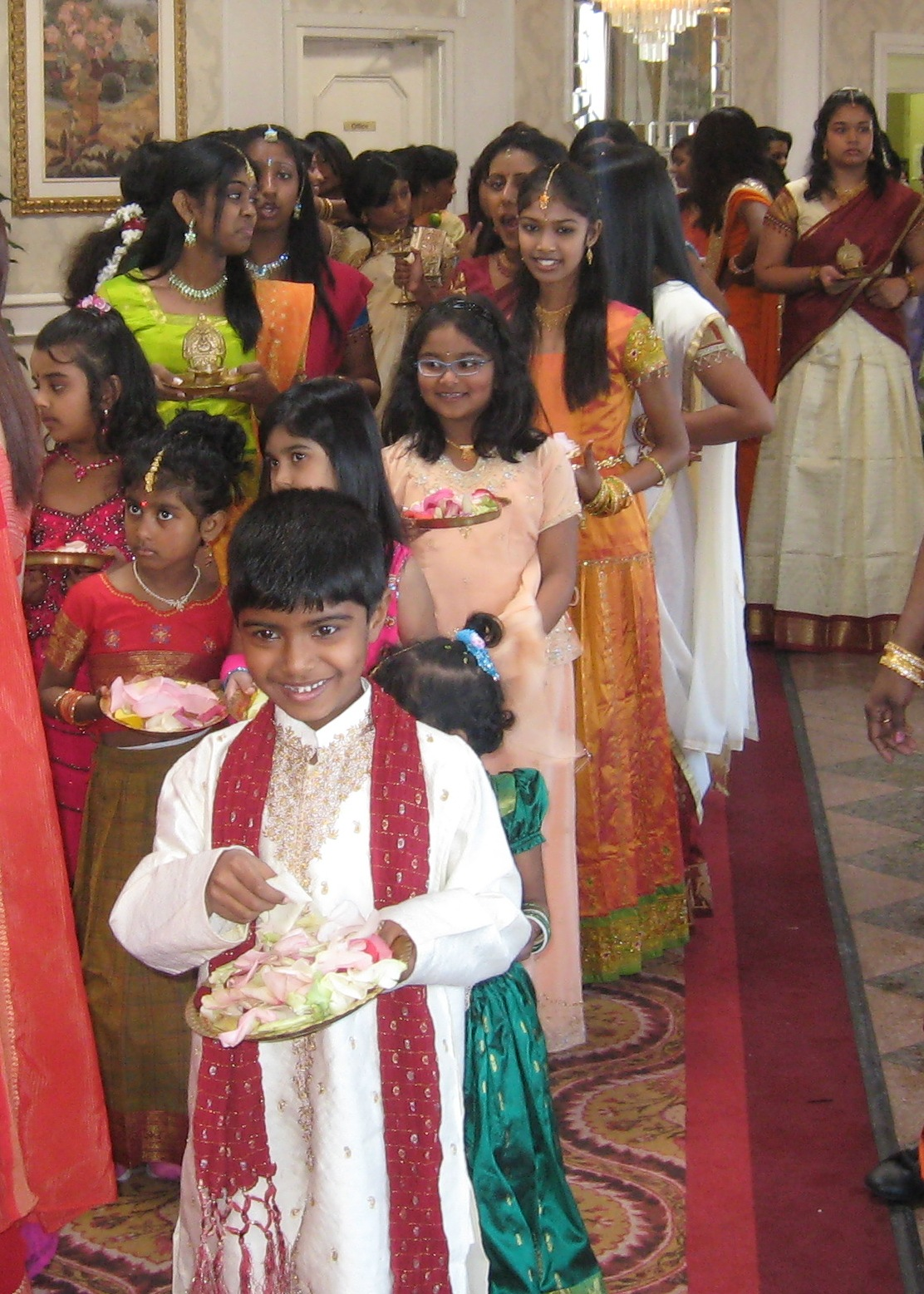
Діти емігрувавших ланкійських тамілів в традиційному одязі в Канаді

Після початку конфлікту між урядом Шрі-Ланки і ТВТІ (Тиграми визволення Таміл-Іламу), відбулася масова міграція тамілів, що рятувалися від труднощів і небезпек війни. Спочатку, це був середній клас професіоналів, таких як лікарі та інженери, за ними стали іммігрувати представники найбідніших верств суспільства. Бойові дії змусили понад 800 тисяч тамілів тікати зі своїх будинків в інші місця на Шрі-Ланці, як внутрішньо переміщені особи, а також виїжджаючи за кордон, спонукаючи Управління Верховного комісара ООН у справах біженців (УВКБ ООН) ідентифікувати їх в 2004 році як найбільшу групу прохачів притулку. 
Найбільше біженців прийняла Канада, понад 200 000 легальних емігрантів з Шрі-Ланки,  які розселилися переважно у Великому Торонто. Канадські таміли, відносно багата група,  до неї належить багато видатних вихідців з ланкійських тамілів, таких як письменник Шиям Селвадурай  і Індіра Самарасекера,  президент університету Альберти.
В Індії ланкійських тамілів, переважно біженців, близько 100 000 у спеціальних таборах і ще близько 50 000 за їх межами.  У країнах Західної Європи, біженці та іммігранти інтегруються в суспільство, де це можливо. Британська тамілка співачка M.I.A. (справжнє ім'я Матхангі «Майа» Арулпрагасам)  і журналіст Бі-бі-сі Джордж Елагайех  є найвідомішими британцями з ланкійських тамілів. Індуїсти, представники діаспори ланкійських тамілів, створили ряд відомих індуїстських храмів по всій Північній Америці і Європі, зокрема в Канаді, Франції, Німеччині, Данії та Великої Британії. 